# Aeroporto militare di Sidi Haneish
L'Aeroporto militare di Sidi Haneish o Abu Haggag e poi Sidi Haneish Airfield era un complesso militare nella Seconda Guerra Mondiale in Egitto, nel deserto occidentale, a circa 376 km a ovest-nord-ovest de Il Cairo, oggiabbandonato .
All'inizio delle ostilità con la Germania nel 1939 vi arrivò il No. 45 Squadron RAF ed all'inizio delle ostilità con l'Italia nel 1940 vi arrivò la No. 55 Squadron RAF sui Bristol Blenheim.
Dopo maggio 1942 era sede dell'8º Gruppo di Volo della Regia Aeronautica, da giugno dell'88ª Squadriglia dell'6º Gruppo caccia fino al 13 luglio, dal 1º luglio del 4º Stormo che restò fino all'11 novembre e dalla metà di luglio del 3º Stormo.
L'aerodromo, noto come Haggag el Qasaba per la tedesca Luftwaffe (Wehrmacht), fu luogo di uno dei più audaci attacchi durante la seconda guerra mondiale da parte dello Special Air Service (SAS) inglese. La notte del 26 luglio 1942, il SAS Detachment "L", noto anche come "Stirling's Raiders" (da David Stirling), attaccò l'aeroporto, che era sotto il controllo della Luftwaffe. In un raid notturno, alla guida di un convoglio di 18 jeep americane, gli uomini della SAS distrussero diciotto aerei tedeschi e danneggiarono diversi altri velivoli. L'attacco ridusse le capacità della Luftwaffe durante l'invasione tedesca dell'Egitto e, con la distruzione di molti aerei da trasporto, diminuì gravemente la sua capacità di rifornire le forze terrestri tedesche sul campo.
Il 20 ottobre, la Royal Air Force effettua grandi attacchi contro il 4º ed il 3º Stormo. La caccia italiana affronta 8 combattimenti il 20 ottobre, 4 combattimenti il 21 ottobre, contro formazioni avversarie tre o quattro volte più grandi.
Dal 22 al 31 ottobre, avvengono altri scontri. I gruppi da caccia italiani infliggono molte perdite all'avversario, ma non riescono a fermarlo dovendo quindi lasciare l'aeroporto per ripiegare.
L'aerodromo fu in seguito utilizzato dalla Nona Air Force dell'United States Army Air Force durante la campagna del deserto orientale dell'Eighth Army (British Army), che il 57th Fighter Group, sui P-40 Warhawk dall'8 al 12 novembre 1942.
Apparentemente fu abbandonato dopo che la campagna del deserto occidentale si spostò in Libia e alla fine fu conquistata dal deserto. Un attento esame della fotografia aerea del deserto mostra segni che potrebbero indicare la sua collocazione.